# Липовое (Бахмутский район)
Липовое (укр. Липове) — село Соледарской городской общине Бахмутского района Донецкой области Украины.
Код КОАТУУ — 1420989909. Население по переписи 2001 года составляет 56 человек. Почтовый индекс — 84542. Телефонный код — 6274.